# أوتو هوت كي
أوتو هوت كي أو AutoHotkey هي لغة برمجة نصية مخصصة حرة ومفتوحة المصدر لـمايكروسوفت ويندوز ، وهو برنامج حاسوب مفتوح المصدر يستخدم لإنشاء تعليمات برمجية تعمل على تسهيل المهام الروتينية على الحاسوب. ويتميز البرنامج بقدرته على تسجيل الإدخالات والنقرات على الفأرة والاختصارات الرئيسية، ويمكن استخدامه لإنشاء نصوص وبرامج وتعليمات برمجية متعددة الأغراض مثل إنشاء اختصارات لوحة مفاتيح سهلة وأتمتة البرامج التي تتيح للمستخدمين أتمتة المهام المتكررة في أي تطبيق ويندوز. عند تثبيت هذا البرنامج فهو يحتوي على ملف تعليمات شامل خاص به لمساعدة المستخدمين الجدد، كما تتوفر نسخة ويب يمكن استخدامها أيضاً.

## روابط خارجية
- الموقع الرسمي
- AutoHotkey Foundation LLC

1. ↑  وصلة مرجع: https://www.autohotkey.com/. الوصول: 12 أغسطس 2023.
2. ↑  وصلة مرجع: https://autohotkey.com/foundation/.
3. ↑  "Quick Reference | AutoHotkey". www.autohotkey.com. مؤرشف من الأصل في 2023-06-12.